# Leander Lichti
Florian Leander Lichti (* 11. November 1976 in Marburg) ist ein deutscher Schauspieler.

## Leben
Leander Lichti wurde von 1998 bis 2002 an der Bayerischen Theaterakademie August Everding ausgebildet und spielte seit 1995 in zahlreichen Fernsehproduktionen, seit 2000 in Kurzfilmen und Spielfilmen und seit 2001 auch am Theater.
2011 spielte er neben Katharina Wackernagel eine der Hauptrollen in Jonas Groschs Screwball-Komödie Die letzte Lüge. Von 2014 bis 2019 spielte er eine Nebenrolle in der Fernsehserie Dr. Klein.
Von 2010 bis 2019 war er mit der Schauspielerin Julia Stinshoff liiert, gemeinsam haben sie Zwillinge. Im Dezember 2020 wurde die Trennung öffentlich.

## Filmografie

### Kino und Fernsehen
- 1996: Niemand außer mir
- 1999: Die Rache der Carola Waas
- 1999: Todesengel
- 2002: So schnell Du kannst
- 2002: Norwegen (Kurzfilm)
- 2004: Salon Brasil (Kino)
- 2004: Meine schöne Tochter
- 2004: Die Kirschenkönigin
- 2006: Solange Du hier bist (Kino)
- 2008: Ground under Water (Kino)
- 2009: Maata meren alla (Kino)
- 2009: Heiße Spur
- 2010: Geliebte Familie
- 2011: Die letzte Lüge (Kino)
- 2011: Zur Sache Marie
- 2011: Ausgerechnet Sex!
- 2013: Vom Fischer und seiner Frau
- 2020: Das Mädchen aus dem Bergsee

### Fernsehserie
- 1999: Schwarz greift ein (Folge 3x07)
- 2002–2014: Küstenwache (3 Folgen)
- 2002: Siska (Folge 5x01)
- 2003, 2011: SOKO 5113 (Folgen 23x05, 37x04)
- 2004–2014: SOKO Kitzbühel (3 Folgen)
- 2004: Im Namen des Gesetzes (Folge 9x09)
- 2006: Ein Fall für zwei (Folge 26x08)
- 2008: Hallo Robbie! (Folge 7x07)
- 2009: Der Bergdoktor (Folge 2x01)
- 2011: Mord in bester Gesellschaft (Folge 1x09)
- 2011, 2017: SOKO Wismar (Folgen 8x11, 15x26)
- 2012: Alarm für Cobra 11 – Die Autobahnpolizei (Folge 32x04)
- 2012–2022: Notruf Hafenkante (3 Folgen)
- 2013: Alles Klara (Folge 2x01)
- 2014: Die Bergretter (Folge 5x01)
- 2014–2019: Dr. Klein (62 Folgen)
- 2014: SOKO Wien (Folge 10x06)
- 2014: Familie Dr. Kleist (Folge 5x07)
- 2014: Inga Lindström – Sterne über Öland
- 2018: In aller Freundschaft – Die jungen Ärzte (Folge 4x17)
- 2018: Heldt (Folge 6x05)
- 2019: Notruf Hafenkante (Folge 13x15)
- 2019: Die Spezialisten – Im Namen der Opfer (Folge 4x11)
- 2019: Das Traumschiff – Antigua
- 2020: Rosamunde Pilcher – Von Tee und Liebe
- 2020: WaPo Bodensee (Folge 4x02)
- 2020: Landkrimi – Das Mädchen aus dem Bergsee (Fernsehreihe)
- 2021–2022: Rote Rosen (Soap, 235 Folgen)
- 2023: Das Traumschiff – Bahamas
- 2023: Hotel Mondial (Folge 1x05)
- 2024: Feuerwehrfrauen: Phönix aus der Asche (Fernsehreihe)
- 2024: Feuerwehrfrauen: Heim gesucht (Fernsehreihe)

### Theater
- 2002: Elementarteilchen – Bayerisches Staatsschauspiel
- 2004: Mass für Mass – Staatstheater Darmstadt
- 2004: König der Hirsche – Staatstheater Darmstadt
- 2005: Das Leben ist Traum – Staatstheater Darmstadt
- 2005: Turandot, Prinzessin von China – Staatstheater Darmstadt
- 2005: Trilogie der Sommerfrische – Staatstheater Darmstadt
- 2006: Harold & Maude – Staatstheater Darmstadt
- 2006: Heiratskandidaten – Staatstheater Darmstadt
- 2006: Die Krankheit der Familie M. – Staatstheater Darmstadt
- 2007: Endstation Sehnsucht – Staatstheater Darmstadt
- 2007: Sommernachtstraum – Staatstheater Darmstadt
- 2008: Verbrennungen – Nihad – Staatstheater Darmstadt
- 2009: Viel Lärm um Nichts – Anhaltisches Theater Dessau
- 2010: Die schmutzigen Hände – Staatstheater Braunschweig

## Auszeichnungen
- 2004: Nominierung Undine Award als bester jugendlicher Schauspieler in einem Fernsehfilm für Bella Figlia – Meine schöne Tochter